# 파밀리아 에 투두
《파밀리아 에 투두》(포르투갈어: Família é Tudo)는 2024년 방영된 브라질의 텔레노벨라이다.